# بينتو ماتشادو
بينتو ماتشادو (12 فبراير 1926 في البرتغال - 21 يناير 2009 في البرتغال) هو لاعب كرة قدم برتغالي في مركز حراسة المرمى. لعب مع نادي بنفيكا.